# Hybocamenta longiceps
Hybocamenta longiceps är en skalbaggsart som beskrevs av Frey 1975. Hybocamenta longiceps ingår i släktet Hybocamenta och familjen Melolonthidae. Inga underarter finns listade i Catalogue of Life.